# Nanci Griffith
Nanci Caroline Griffith, (6 de Julho de 1953, Seguin, Texas – 13 de Agosto de 2021) foi uma cantora, compositora e guitarrista norte-americana de Austin, Texas.

## Discografia
- There's a Light Beyond These Woods (1978)
- Poet in My Window (1982)
- Once in a Very Blue Moon (1984)
- The Last of the True Believers (1986)
- Lone Star State of Mind (1987)
- Little Love Affairs (1988)
- One Fair Summer Evening (1988)
- Storms (1989)
- Late Night Grande Hotel (1991)
- Other Voices, Other Rooms (1993)
- Flyer (1994)
- Blue Roses from the Moons (1997)
- Other Voices, Too (A Trip Back to Bountiful) (1998)
- The Dust Bowl Symphony (1999)
- Clock Without Hands (2001)
- Winter Marquee (2002)
- Hearts in Mind (2004)
- Ruby's Torch (2006)
- The Loving Kind (2009)